# 新埃斯佩蘭薩 (巴拉圭)
24°30′S 54°51′W / 24.500°S 54.850°W
新埃斯佩蘭薩（西班牙語：Nueva Esperanza），是巴拉圭的城鎮，位於該國東部，由卡寧德尤省負責管轄，距離亞松森450公里，面積1,342平方公里，2002年人口9,951，人口密度每平方公里7.42人。